# 特藝石油能源
特藝石油能源有限公司，簡稱特藝石油能源（英語：Technics Oil & Gas Limited，SGX：5CQ、櫃買中心：911613），在1990年由現任主席陳有樹創立，專門在海岸代工工程、工程、采购、建筑与运作、以及采购服务。前身為「特藝集團控股有限公司」。
總部位於72 Loyang Way, Singapore 508762。而股份在2003年4月11日於新加坡交易所創業板上市，其後在2008年1月16日轉在主板上市，另外，還在2011年2月25日於財團法人中華民國證券櫃檯買賣中心，以臺灣存託憑證上市，也是首家新加坡企業於櫃買中心上市。
新加坡則以招股價為0.22新加坡元，發行股份為25,000,000股，集資額為5,500,000新加坡元；而臺灣方面，則以11.7元新台幣招股價，發行股份為80,000,000股，集資額為936,000,000元新台幣。

## 連結
- TechnicsGrp.com （页面存档备份，存于）